# سقانفار بیزکی
سقانفار بیزکی مربوط به دوره قاجار است و در شهرستان جویبار، بخش مرکزی، دهستان حسن رضا، روستای بیزکی واقع شده و این اثر در تاریخ ۲۶ اسفند ۱۳۸۶ با شمارهٔ ثبت ۲۲۰۳۹ به‌عنوان یکی از آثار ملی ایران به ثبت رسیده است.